# Cárter

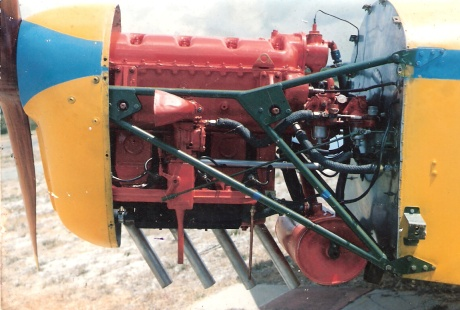
Motor de aviación antiguo, donde se aprecia el cárter en negro y el bloque motor y la culata en rojo

El cárter habitualmente tiene forma de caja metálica que aloja elementos de mecanismos operativos del motor como el cigüeñal. Es el elemento que cierra el bloque, de forma estanca, por la parte inferior, protegiéndolo, y que cumple adicionalmente con la función de actuar como depósito para el aceite del motor. Simultáneamente, este aceite se refrigera al ceder calor al exterior.
Normalmente, el cárter se fabrica por estampación a partir de chapa de acero. Su forma cóncava aporta la capacidad de almacenaje de aceite necesaria para cada motor, cantidad que se comprueba verificando el nivel mediante una varilla o sonda con sus correspondientes marcas. Con el objeto de evitar que el aceite se aloje en una sola zona, se suelen disponer en el cárter chapas que frenan el desplazamiento del mismo, especialmente en el sentido de la marcha.
El cárter también se fabrica con aleaciones ligeras de aluminio y plástico que sin aportar demasiado peso, y debido a su buena conductibilidad térmica, disipan una gran cantidad de calor, a lo que contribuye en muchos casos la presencia de aletas de refrigeración. El empleo de este material presenta la ventaja añadida de que disminuye el nivel acústico del motor.
El cárter está fijado al bloque motor mediante tornillos con interposición de una junta de estanqueidad, y en la parte inferior del mismo está situado el tapón roscado que permite su drenaje. Las juntas de estanqueidad se fabrican de corcho o materiales sintéticos, pero existe una tendencia a la aplicación de juntas líquidas o masillas sellantes que polimerizan en poco tiempo en contacto con el aire. Este tipo de juntas exigen una adecuada limpieza antes de su aplicación.
En ocasiones, el cárter se atornilla conjuntamente al bloque motor y al cambio de marchas, lo que aporta una rigidez suplementaria al conjunto cambio-motor.

## Origen
La idea de utilizar un compartimento metálico conteniendo aceite para lubricar permanentemente un mecanismo, fue desarrollada por el británico J. Harrison Carter (1816-1896; de donde procede el nombre del dispositivo). El sistema fue aplicado por primera vez para lubricar la cadena de las bicicletas de la marca Sunbeam en la década de 1890.

## Motor alternativo
En este caso la palabra cárter se usa para diferenciarlo del bloque del motor, que es el elemento esencial del motor. El cárter aloja el cigüeñal, pistón, y biela, cierra el bloque por la parte del cigüeñal, la opuesta a la culata, y tradicionalmente su función es, además de cerrar el bloque y aislarlo del exterior (aunque teóricamente podría funcionar sin él), cumplir con la importantísima misión de albergar el aceite de lubricación del motor.
En ciertos diseños, con objeto de aumentar la rigidez del motor, evitando vibraciones (diésel potentes o motores con el bloque de aleación de aluminio) y a la vez reducir el peso del mismo, la fabricación del cárter se realiza con aleaciones de aluminio o magnesio. En tal caso, los apoyos del cigüeñal van integrados en él. En este caso, el cárter de aceite como se ha indicado en el párrafo anterior, se fija a este "cárter de bancada".

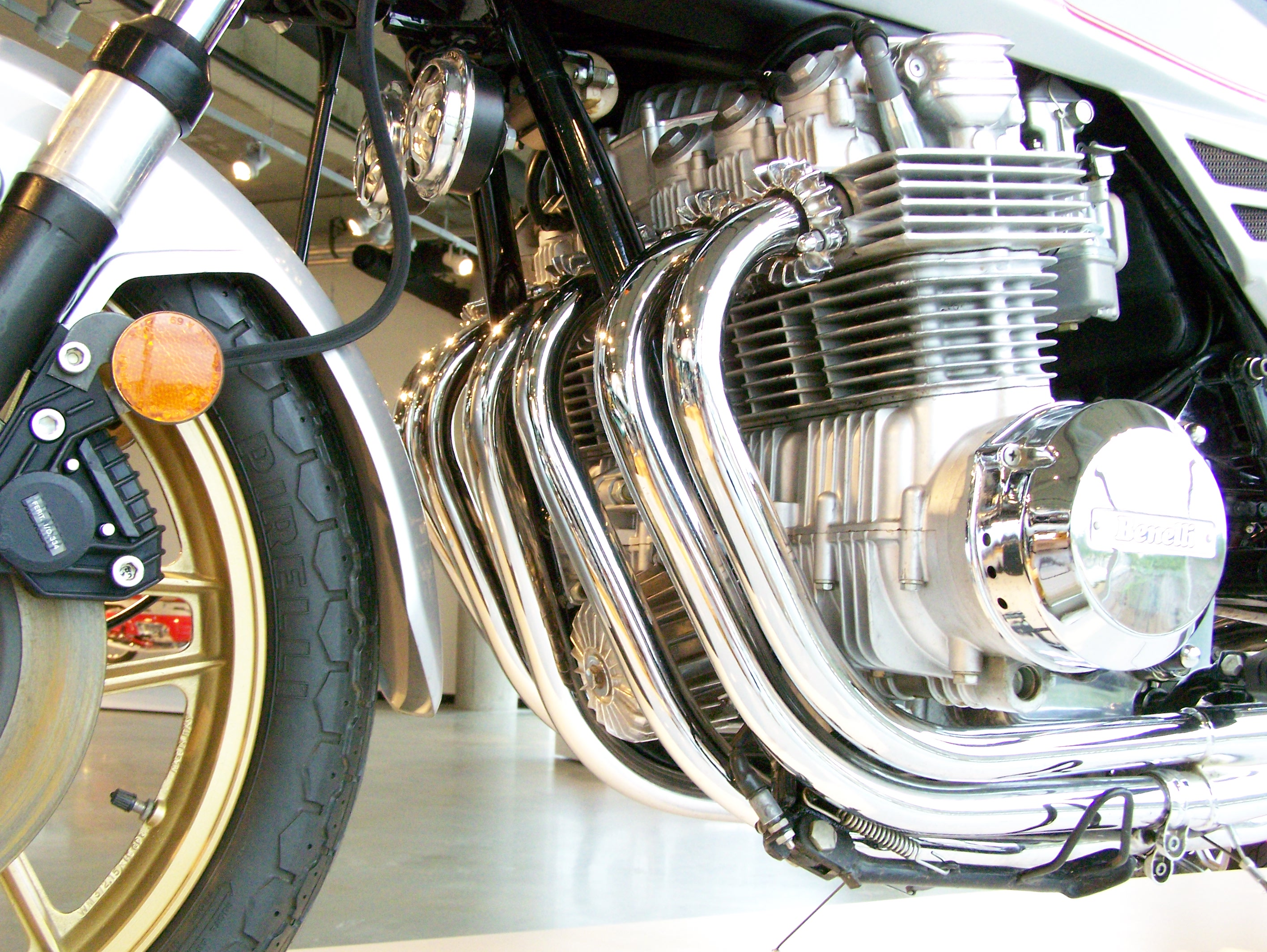
Cárter estructural de aleación, de una Benelli "Sei"

De tal modo que el cárter en este tipo constructivo, puede estar formado por 2 partes diferentes:
- Cárter superior, cárter intermedio o cárter del cigüeñal: parte del cárter, que es estructural con el bloque y que está en contacto directo con el mismo, y más concretamente, con el conjunto cilindros-cigüeñal. A esta pieza se une el bloque de los cilindros, y lleva integrados los cojinetes de bancada o apoyos del cigüeñal que son de acero integrados en el aluminio, sobre los que gira el cigüeñal, que queda sujeto más rígidamente que en el caso anterior.

Esta pieza recibe, por tanto, toda la fuerza de los cilindros y a su vez, la fuerza del cigüeñal, que transforma el movimiento rectilíneo de los cilindros en giratorio. De la rigidez del cárter superior, depende la eficacia del motor. Para garantizar esta rigidez, los nuevos diseños tienden a considerar una sola pieza estructural el bloque de cilindros, los apoyos del cigüeñal y el cárter de aceite.

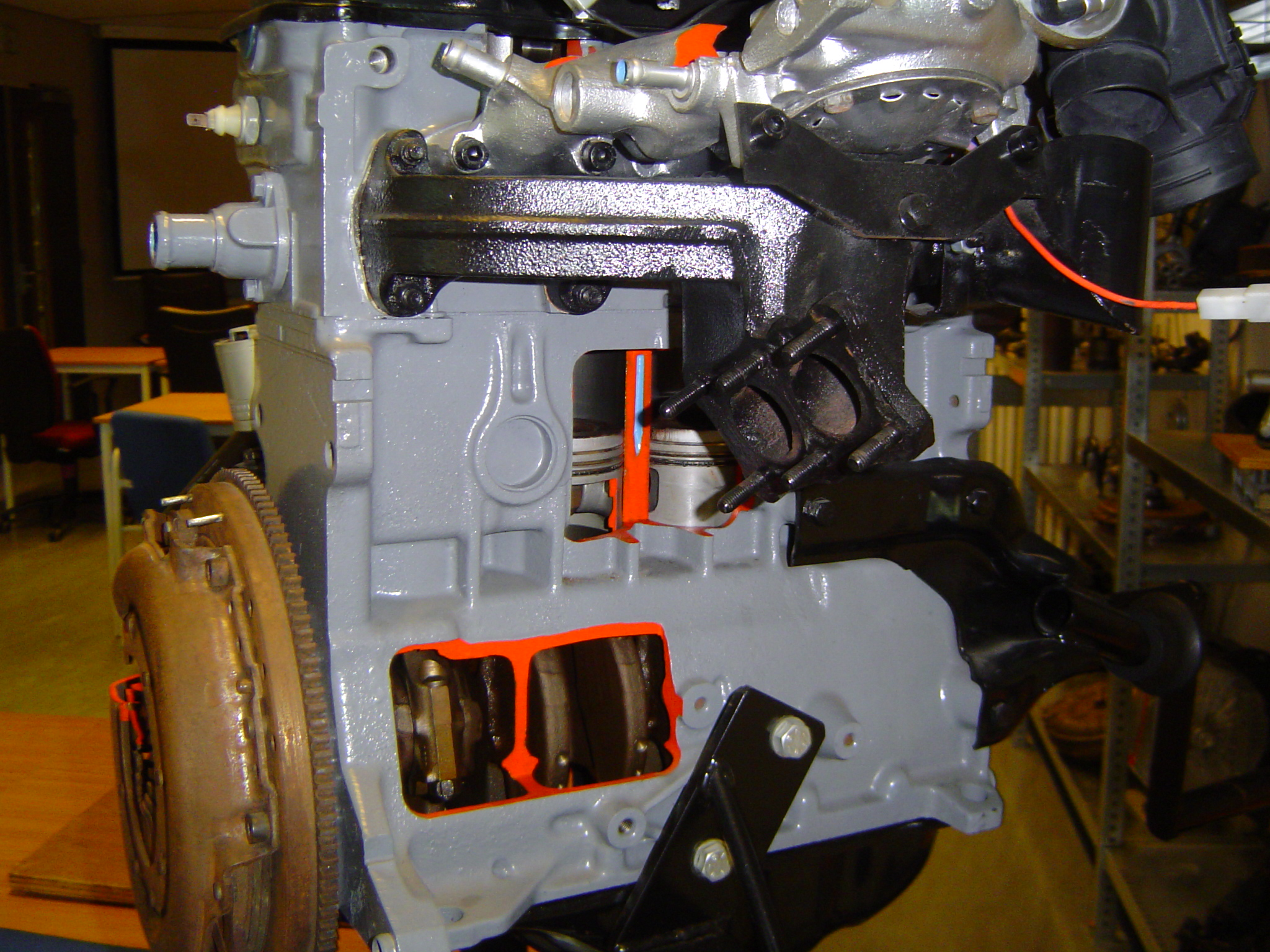
Cárter (en negro, abajo) y bloque motor seccionado (en gris) de un motor antiguo de automóvil

- Cárter inferior o cárter de aceite: parte no estructural, y como su propio nombre indica, es la parte inferior de la carcasa del cárter, y se encuentra fijada mediante tornillos especiales al cárter superior. Actúa a modo de bandeja donde cae el aceite. Y es que el cárter inferior tiene una función primordial: contener el aceite para la lubricación del motor, y conseguir su óptimo funcionamiento.[4] El lubricante se deposita en el cárter inferior, y desde allí es aspirado por la bomba de lubricación, para ser directamente bombeado de nuevo a todas las piezas del motor que requieren engrase a presión, especialmente los apoyos del cigüeñal (este sistema, por contraposición al cárter seco que se describe a continuación, suele denominarse cárter húmedo). En otros casos el cárter es mucho más reducido, y el aceite se recoge mediante succión a un pequeño depósito independiente, desde donde se bombea igualmente al motor. Esta última modalidad se denomina cárter seco, evitando en los casos de fuerzas de inercia elevadas (motores de competición, motores de aviación) que la bomba de lubricación se quede sin cebar, poniendo en peligro la lubricación.